# Mona Demaidi
Mona Nabil Demaidi (en árabe: منى نبيل ضميدي‎), es una empresaria y defensora de los derechos de las mujeres. Nació el 14 de diciembre de 1988 en Nablus, Palestina. Obtuvo su doctorado en Ingeniería de Software Avanzada y Aprendizaje Automático, y una maestría en Ingeniería de Software y Gestión de Datos en la Universidad de Mánchester, Reino Unido, con distinciones. En 2016, se unió a la Universidad Nacional An-Najah, convirtiéndose en la mujer más joven en obtener un doctorado en la Facultad de Ingeniería y Tecnología de la Información en Palestina. En 2014, se unió a Women in Engineering y Arab Women in Computing.

## Biografía
En 1993, se trasladó con su familia a Dundee, Reino Unido, donde cursó la escuela primaria en las escuelas Hawkhill y Park Place. Demaidi completó la secundaria y los estudios universitarios en ingeniería informática en Palestina. Realizó su licenciatura en Ingeniería Informática en la Universidad Nacional de An-Najah en Nablus, Palestina. Tras obtener su máster en Ingeniería de Software Avanzada y Gestión de Datos en 2010/11 en la Universidad de Mánchester, continuó su formación académica hasta obtener su doctorado en inteligencia artificial en 2015.

## Experiencia
Mona Demaidi es fundadora de STEMpire, respaldada por PALMEC International, una iniciativa que fomenta a futuros innovadores a través de la educación STEM, bootcamps y hackatones. Además, es vicepresidenta y miembro del consejo asesor del Intersect Innovation Hub, apoyado por el Banco de Palestina. También es miembro del comité de ABET y de Innovación y Emprendimiento, y profesora asistente en la Universidad Nacional de An-Najah. Demaidi tiene un papel importante en la sección de IEEE en Palestina, siendo su presidenta,consejera de la rama estudiantil y jueza en varios concursos. Cofundó VTech Road y es codirectora ejecutiva de Girls in Tech, Inc. Además, es presidenta del Instituto de Ingenieros Eléctricos y Electrónicos de Palestina y fue la primera mujer en recibir un premio del Instituto de Ingenieros Eléctricos y Electrónicos (miembro sénior). También se convirtió en codirectora general de Girls in Tech en Palestina. Demaidi también destaca como investigadora, habiendo publicado seis artículos en revistas y un libro Terminological Ontology Evaluator in eLearning sobre la construcción de plataformas de aprendizaje en línea utilizando el aprendizaje automático. Mona Demaidi desarrolló la Estrategia Nacional de inteligencia artificial para Palestina en 2022.
Desde 2014, ha sido miembro del consejo de Women in Engineering y Arab Women in Computing. En 2017, fue la primera mujer en presidir el IEEE en Palestina y más tarde, la primera en recibir la membresía sénior de IEEE. En 2019, se convirtió en codirectora ejecutiva de Girls in Tech en Palestina, siendo el primer capítulo de Girls in Tech en la región de Medio Oriente y Norte de África.
Fue reconocida por su proyecto de detección de cáncer de piel en los premios de la Cumbre Mundial sobre la Sociedad de la Información en 2020.
También representó a la Universidad Nacional de An-Najah de Palestina en la 6.ª Conferencia Internacional Anual para Mujeres Árabes en Computación en marzo de 2019.